# Anabasis aretioides
Espèce
Synonymes
- Fredolia aretioides (Moq. & Coss. ex Bunge) Ulbr.[1]
- Noaea aretioides Bunge[1]

Anabasis aretioides, le chou-fleur du désert, ou chou-fleur de Bouamama ou Bou amama (nom d'origine arabe بوعمامة), est une espèce de plantes dicotylédones de la famille des Amaranthaceae, originaire d'Afrique du Nord.
Ce sont des sous-arbrisseaux nains formant des coussins hémisphériques très denses pouvant atteindre 2 mètres de diamètre et environ 50 cm de haut, aux feuilles nombreuses, petites (environ 3 mm de long), très serrées, coriaces, à l’apex épineux.
Ces plantes xérophytes, à croissance lente, sont particulièrement adaptées aux conditions arides des régions désertiques du sud algérien et du sud marocain,.
Les populations d’Anabasis aretioides sont en régression sous l'influence des activités humaines. Elle subissent une exploitation croissante par les populations locales qui l'emploient comme alternative au bois de chauffage, pour jalonner des pistes sahariennes, comme traitement pour les maladies gastriques et rhumatismales, et en période de sécheresse, comme complément d’alimentation des troupeaux. D'autre part, dans le cadre de la mise en valeur des terres du Sud algérien, leurs zones d'habitat sont reconverties en terres agricoles.